# السياحة في غانا
السياحة في غانا تتولى وزارة السياحة والفنون والثقافة تنظيم السياحة في غانا، حيث تقع على عاتقها مسؤولية تطوير وتعزيز الأنشطة السياحية في البلاد.

## المعالم السياحية والإحصائيات
تشمل أعداد السياح الوافدين إلى غانا زوارًا من مناطق مختلفة مثل أمريكا الجنوبية، ووأمريكا اللاتينية، وآسيا وأوروبا. تضُم البلاد العديد من الوجهات الطبيعية مثل شلالات كينتامبو وشلالات تاغبو، بالإضافة إلى الشواطئ الرملية المزينة بأشجار النخيل، والكهوف، والجبال والأنهار. كما تحتوي غانا على مواقع ثقافية وتاريخية مثل القلاع والحصون، ومواقع التراث العالمي، والمحميات الطبيعية، والحدائق الوطنية.
وفقًا لإحصائيات المنتدى الاقتصادي العالمي لعام 2010، احتلت غانا المرتبة 108 من بين 139 دولة كوجهة سياحية مفضلة عالميًا، متقدمة بمركزين عن تصنيف 2009. في عام 2011، صنفتها مجلة اقتصادية عالمية في المرتبة الحادية عشرة بين الدول الأكثر ودية، بناءً على استطلاع أجري عام 2010 شمل مجموعة من المسافرين. وكانت غانا الدولة الأعلى تصنيفًا بين الدول الأفريقية المشمولة في الدراسة. كما جاءت في المرتبة السبعين عالميًا من حيث الاستقرار، والمرتبة الثامنة والخمسين من حيث السلام.
في عام 2011، حقق قطاع السياحة في غانا إيرادات بلغت 2.19 مليار دولار أمريكي، من حوالي 1.1 مليون سائح دولي. وفي عام 2012، حقق القطاع 1.7 مليار دولار من 993,600 سائح دولي، مما وفر فرص عمل لحوالي 359 ألف شخص. تشير التوقعات إلى أن غانا ستصل إلى إيرادات سنوية قدرها 8.3 مليار دولار أمريكي من السياحة بحلول عام 2027، مع وصول حوالي 4.3 مليون سائح دولي.
يتطلب دخول غانا الحصول على تأشيرة معتمدة من السلطات الغانية، باستثناء بعض رجال الأعمال وأصحاب الشركات الناشئة الذين يقومون برحلات عمل محددة.

## السياحة التراثية
تعد السياحة التراثية في غانا من أبرز الأنشطة الثقافية التي تقودها فعاليات مهرجان يُعرف باسم مهرجان عموم أفريقيا التاريخي. يهدف هذا المهرجان إلى تعزيز الوحدة الأفريقية وتشجيع التنمية في القارة. يُقام المهرجان في مدينتي إلمينا وكيب كوست، حيث تقع أكبر الحصون التي استخدمت في تجارة الرقيق. يستمر المهرجان لمدة تتراوح بين ثمانية إلى تسعة أيام، ويبدأ بوضع إكليل الزهور في احتفال رمزي.
تشمل فعاليات المهرجان أنشطة متنوعة مثل يوم الكرنفال، ورحلة العودة التي تُخصص للمشاركين من الشتات الأفريقي، واحتفال بعيد ميلاد شخصية بارزة، بالإضافة إلى محاضرات أكاديمية تُناقش قضايا المرأة والشباب. كما يُقام حفل تسمية يُشارك فيه القادمون من الشتات، ويُختتم المهرجان بما يُعرف بـ"ليلة التبجيل"، وهي ليلة مميزة تحمل طابعًا احتفاليًا وروحيًا. يمثل مهرجان عموم أفريقيا انعكاسًا مباشرًا للثقافة الغانية، وقد أصبح مصدر دخل مهمًا للبلاد، خاصة بعد أن تم تطويره كجزء من المبادرات الثقافية الدولية التي دعمتها إدارة الرئيس رولينجز في غانا.

## البدايات المناسبة
قبل تولي إدارة جيري رولينجز الحكم في عام 1981، لم تكن السياحة في غانا تشكل مصدرًا مهمًا للدخل الوطني، مما جعلها فرصة مهدرة لتنويع الاقتصاد. غير أن إدارة رولينجز عملت على استغلال الثقافة الغانية كأداة اقتصادية، وذلك من خلال ترميم القلاع التي كانت تُستخدم في تجارة الرقيق، وإنشاء نصب تذكارية عامة لتكريم الشخصيات الغانية البارزة، بالإضافة إلى تشجيع الاستثمارات الخاصة عبر تقديم حوافز حكومية. هذه الجهود ساهمت في تحويل السياحة إلى قطاع حيوي في البلاد.
تشمل صناعة السياحة في غانا عدة أنواع تهدف إلى تحقيق الاستدامة، مثل:
1. السياحة الثقافية،التي تركز على المهرجانات والفعاليات.
2. السياحة التراثية، المعنية بتاريخ تجارة الرقيق ومواقعها.
3. السياحة الترفيهية، التي تتيح للسياح استكشاف الشواطئ والمتنزهات الترفيهية.
4. سياحة المغامرات، التي تتعلق بالغابات المطيرة والمتنزهات الوطنية.
5. سياحة الفعاليات، التي تستهدف المؤتمرات والموارد السياحية الكبرى.

كما تلقي مواقع السياحة التراثية الضوء على إرث الشتات الأفريقي والتكوين الاجتماعي للمجتمعات المحلية. وقد ساهمت هذه المواقع في تعميق تجربة السياح من خلال تقديم محتوى ثقافي غني، مما عزز ارتباطهم بتلك المواقع وساهم في استدامة قطاع السياحة.

## الأهمية للتنمية الوطنية
ومن المعروف أن السياحة تساهم بشكل كبير في النمو الاقتصادي والتنمية في غانا.   لقد حققت غانا على مدى عدة سنوات مبالغ ضخمة من الإيرادات من قطاع السياحة. خاصة خلال عام العودة 2019.  تولد السياحة عائدات من النقد الأجنبي مما يعزز الاقتصاد ويسهل أيضًا تطوير البنية التحتية. يخلق هذا القطاع فرص العمل ويحفز الاقتصادات المحلية/غير الرسمية.

## المواصلات والسفر في غانا
في غانا، يستخدم السياح وسائل نقل مختلفة. الترو ترو هو أحد وسائل النقل التي تستخدم عادةً حافلة صغيرة وتُستخدم للسفر في غانا. "سيارات الاستعجال" هي سيارات خاصة لها وجهات محددة وتنتظر الركاب المتجهين إلى الوجهة المحددة لسيارة الاستعجال. يمكن العثور عليها عادةً بالقرب من محطات النقل وهي بالتأكيد طريقة سفر أكثر راحة مقارنةً بـ Tro Tro. عادةً ما يحمل سائقو سيارات الطوارئ لافتات أو يقدمون بعض المعلومات لإعلام الركاب بالوجهة التي سيذهبون إليها. أوبر وبولت  ويانجو هي خدمات نقل الركاب الرئيسية المتاحة.

## أهم المواقع السياحية
- حدائق أبوري النباتية، تتميز حدائق أبوري النباتية بمجموعة متنوعة من النباتات الاستوائية وهي مكان شهير للنزهات والمشي في الطبيعة
- حديقة كاكوم الوطنية، توفر حديقة كاكوم الوطنية فرصًا للمشي لمسافات طويلة ومشاهدة الحياة البرية في الغابات المطيرة
- حديقة ديجيا الوطنية، تعد حديقة ديجيا الوطنية موطنًا لمجموعة غنية من الحيوانات البرية، بما في ذلك الفيلة، وأفراس النهر، والتماسيح، والظباء، والقرود، والجاموس، والخنازير البرية، والعديد من أنواع الطيور.
- حديقة مول الوطنية ، تعد حديقة مول الوطنية موطنًا للفيلة والظباء والقردة وأنواع مختلفة من الطيور.
- حديقة أنكاسا الوطنية، تعد حديقة أنكاسا الوطنية موطنًا لمجموعة رائعة من الحياة البرية، بما في ذلك أنواع مختلفة من الرئيسيات، والثدييات، والعديد من أنواع الطيور، بما في ذلك طيور بيكاتارتس ذات الرأس الأصفر المهددة بالانقراض.
- قلعة كيب كوست، موقع للتراث العالمي لليونسكو
- قلعة المينا، موقع للتراث العالمي لليونسكو
- نزوليزو – موقع للتراث العالمي لليونسكو
- بونواير – موطن قماش أسانتي كينتي
- محمية شاي هيلز للموارد – محمية للموارد
- بحيرة بوسومتوي – بحيرة طبيعية
- شلالات كينتامبو – الشلالات
- محمية القرود في بوآبينج فيما – قرية تحظى فيها القرود بالتبجيل
- مسجد لارابانجا – أحد أقدم المساجد في غانا
- ضريح كوامي نكروما – تم تجديده وإعادة افتتاحه في يوليو 2023
- بحيرة فولتا
- شلالات ولي
- بركة التماسيح باجا
- المتحف الوطني في غانا
- صليب فورت ميتال
- مركز دو بوا التذكاري على شبكة الإنترنت
- آدا فوا
- محمية قرود تافي أتومي